# لينكس (متصفح إنترنت)
لينكس (Links) هو متصفح ويب مفتوح المصدر يعرض النصوص والرسوم مع نظام القائمة المنسدلة. وينتج عن البحث فيهِ صفحات معقدة، كما يوفر دعمًا جزئيًا للغة ترميز النص الفائق 4.0 (بما فيها الجداول والإطارات ويدعم مجموعات عديدة من الأحرف، مثل صيغة التحويل الموحد-8)، بالإضافة إلى دعم المحطات الطرفية الملونة وأحادية اللون وإتاحة التمرير الأفقي.
ويعد موجهًا لمستخدمي المرئيات الذين يودون الاحتفاظ بالعديد من عناصر واجهات المستخدم الرسومية النموذجية (قوائم ونوافذ منبثقة وغيرها) في بيئة نصية فقط. والتركيز على إمكانية الاستخدام البديهي يجعلهُ متصفح إنترنت مناسبًا للاستخدام مع المحطات الطرفية المنخفضة التكلفة في المكتبات ومقاهي الإنترنت وغيرها.
طوّر الإصدار الأصلي من متصفح لينكس ميكولاش باتوشكا في جمهورية التشيك. ولاحقًا، طورت مجموعته، تويبرايت لابس (Twibright Labs)، الإصدار الثاني الذي يعرض الرسومات ويستخرج الخطوط بأحجام مختلفة (مع مانع التشويش الحيزي) ويدعم لغة جافا سكريبت (حتى الإصدار 2.1pre28). وكان المتصفح المطور سريعًا للغاية، ولكنهُ لا يعرض صفحات عديدة مثلما كانوا يأملون. حتى إن الوضع الرسومي يعمل مع أنظمة يونيكس بدون نافذة إكس أو أي بيئة نافذة أخرى، باستخدام إما SVGALib أو مخزن الإطارات المؤقت لبطاقة رسومات النظام.

## التفرعات

### متصفح ELinks
متصفح ELinks (متصفح لينكس التجريبي/المحسن) هو تفرع من متصفح لينكس يديره بيتر بوديس. ويستند إلى المتصفح لينكس 0.9. ويتميز بأنه جرى تطويره بحيث يكون مفتوحًا أكثر ويتضمن تصحيحات من إصدارات أخرى من لينكس (مثل البرمجة الملحقة الإضافية في لغة لوا).

### متصفح Hacked Links
يمثل متصفح Hacked Links إصدارًا آخر من متصفح لينكس، حيث أدخل بعضًا من ميزات Elinks في Links 2.
قام أندري ميرتشوفسكي بنقلها إلى برنامج التشغيل Plan 9. ويعتبر متصفحًا جيدًا مع نظام التشغيل ذلك، بالرغم من شكوى بعض المستخدمين من عدم قدرته على القص واللصق من خلال مخزن النسخ المؤقت في Plan 9.
وانطلق الإصدار الأخير من Hacked Links في 9 يوليو 2003 مع بعض التغييرات الإضافية غير المعلنة.

### متصفح Linkx
يمثل متصفح Linkx تفرعًا جديدًا من متصفح links2 الذي يتضمن بعضًا من ميزات Hacked Links (دعم علامات التبويب، ...)

### أخرى
طوّر هذا المتصفح للعمل مع نظام Sony الأساسي ألعاب البلاي ستيشن المحمولة (PSP) رافائيل كابيزاس مع انطلاق الإصدار الأخير (2.1pre23_PSP_r1261) في 6 فبراير 2007.
قام فرانسوا ريفول بتحديث منفذ بي أو إس وأضاف أيضًا دعم واجهة المستخدم الرسومية (GUI). ويعمل المتصفح أيضًا مع نظام التشغيل هايكو.

## مكدس الرسومات
يحتوي مكدس الرسومات على العديد من الميزات التي من غير المعتاد وجودها في متصفح إنترنت. والخطوط التي يعرضها متصفح لينكس غير مشتقة من النظام، ولكنها مجمعة في الثنائي مثل الصور النقطية ذات التدرجات الرمادية في تنسيق PNG. وهذا يجعل من الممكن أن يكون المتصفح ملفًا تنفيذيًا واحدًا مستقلاً عن مكتبات النظام، ولكنه يزيد حجم الملف إلى حوالي 5 ميجابايت.
تتميز الخطوط بأنها ذات ظلال بدون إضاءة ويستخدم مع مقياس الخطوط الصغيرة أداة زيادة الحدة الافتراضية لزيادة وضوح الخط. ويزيد أخذ عينات البكسل الفرعي من وضوح الخط على شاشات LCD. وقد سمح ذلك بأن يتضمن متصفح لينكس خطوطًا ذات ظلال في الوقت الذي كانت فيه مكتبات الخطوط ذات الظلال غير منتشرة.
في البداية، يتم تحويل جميع العناصر الرسومية (الصور والنصوص) من فضاء جاما محدد (وفقًا لمعلومات جاما معروفة أو مفترضة في تنسيق PNG أو JPEG، وغيرها) عن طريق إعداد جاما لمستخدم معروف إلى فضاء خطي ضوئي سعته 48 بت لكل بكسل؛ حيث يعاد إنشاء عينة بإعادة أخذ عينات تصفية الصورة بالحجم المستهدف، وربما يوضع تصحيح نسبة العرض إلى الارتفاع في الاعتبار. بعد ذلك، تمرر البيانات عبر محرك ثبات الألوان العالي الأداء القابل لإعادة التشغيل ويستخدم بغض النظر عن عمق بت جهاز العرض، أي كذلك مع اللون 24 بت لكل بكسل. ويهتم محرك ثبات الألوان فلويد-شتاينبرغ (Floyd–Steinberg dithering) بخصائص جاما في جهاز العرض ويستخدم 768 كيبيبايت من جداول ثبات الألوان لتجنب العمليات الحسابية المكلفة في الوقت. وتستخدم تقنية مشابهة للكود ذاتي التعديل، وقوالب الدوال، لزيادة سرعة محرك ثبات الألوان إلى الحد الأقصى بدون استخدام تحسين المجمع غير المحمول.
تستخدم الصور المصغرة أيضًا تقنية أخذ عينات البكسل الفرعي على شاشات LCD لزيادة مستوى التفاصيل.
السبب وراء استخدام هذه المعالجة العالية الجودة هو: توفير صور واقعية عالية/منخفضة الدقة وعرض واقعي بغض النظر عن جاما جهاز العرض وبدون إضافة الألوان الناتج عن تصحيح جاما 8 بت المضمن في خادم X Server. بالإضافة إلى أنها تزيد عمق مستوى اللون فوق 24 بت لكل بكسل.
بالرغم من مقدار معالجة الصور الرقمية الذي أجري داخليًا، فإن متصفح Links يعد واحدًا من أسرع متصفحات الإنترنت الرسومية.
يحتوي متصفح Links على برنامج تشغيل رسومات واجهة المستخدم الرسومية في X Server ومخزن الإطارات المؤقت لـLinux وsvgalib وOS/2 PMShell وAtheOS. وهذا يتيح لهُ العمل في الوضع الرسومي حتى مع الأنظمة الأساسية التي لا تحتوي على X Server بسبب الافتقار إلى التنفيذ أو الموارد المحدودة.

## وصلات خارجية
- لينكس على موقع Open Hub (الإنجليزية)
- لينكس على موقع SourceForge (الإنجليزية)
- Official Links homepage
- Twibright Labs Links
- ELinks Home Page
- Links Hacked Web Page
- متصفح Links لنظام التشغيل Mac OS X على PowerPC و Intel
- PSP Port
- Linkx fork